# Уиндон, Стивен
Стивен Ф. Уиндон (англ. Stephen F. Windon; род. 1959 (62 года) в Сиднее, Австралия) — кинооператор.  Уиндон начал свою карьеру в качестве оператора в конце 1980-х, в качестве второго оператора съемочной группы фильма «Крокодил Данди 2».
Член Австралийского общества кинематографистов (ACS), с 1989 года и Американского общества кинематографистов (ASC) с 2015 года. В 2011 году он получил премию ASC за операторскую работу в мини-сериале «Тихий океан » . Он также получил Золотой штатив от Австралийского общества кинематографистов. Он часто сотрудничает с Джастином Лином.
В 2015 году Уиндон продюсировал криминальную драму «Bad Day in Belgrade», над которой работал его брат Марк Уиндон.

## Фильмография
- Форсаж 10 / Fast X (2023)
- Форсаж 8 / The Fate of the Furious (2017)
- Стартрек: Бесконечность / Star Trek Beyond (2016)
- Форсаж 7 / Furious 7 (2015)
- Форсаж 6 / Fast & Furious 6 (2013)
- G.I. Joe: Бросок кобры 2 / G.I. Joe: Retaliation (2013)
- Форсаж 5 / Fast Five (2011)
- Тихий океан / The Pacific (2009) (мини-сериал)
- Тройной форсаж: Токийский дрифт / The Fast and the Furious: Tokyo Drift (2006)
- Дом восковых фигур / House of Wax (2005)
- Анаконда 2: Охота за проклятой орхидеей / Anacondas: The Hunt for the Blood Orchid (2004)
- Смокинг / The Tuxedo (2002)
- Глубокое синее море / Deep Blue Sea (1999)
- Патриот / The Patriot (1998)
- Огненный шторм / Firestorm (1998)
- Почтальон / The Postman (1997)
- Рапа Нуи / Rapa Nui (1994)
- Деревенская жизнь / Country Life (1994)